# Start Again (Sam Fender)
Start Again è un singolo del musicista britannico Sam Fender, pubblicato il 27 ottobre 2017.

## Video musicale
Il video musicale è stato diretto da Jack Whitefield.

## Tracce
1. Start Again – 2:58